# Уран (объективы)
«Уран» — серия советских объективов для специальных видов фотографической съёмки (аэрофотосъёмка, космическая фотосъёмка, микрофильмирование) и оптической проекции изображений. Объективы спроектированы в Государственном оптическом институте и выпускались Казанским оптико-механическим и Красногорским механическим заводами.

## Оптическая схема
По своей оптической схеме объективы «Уран» — семилинзовые пятикомпонентные полусимметричные анастигматы.

## Технические характеристики
| Объектив | Фокусное расстояние, мм | Угол поля изображения, град | Относительное отверстие | Разрешающая способность (центр/край), лин/мм | Назначение                                              | Примечание |
| -------- | ----------------------- | --------------------------- | ----------------------- | -------------------------------------------- | ------------------------------------------------------- | --- |
| Уран 9   | 250                     | 54                          | 1/2,5                   | 30/10                                        | аэрофотосъёмка, оптическая проекция                     | ортоскопический, формат кадра 180×180 мм                                                                                   |
| Уран 10  | 100                     | 61                          | 1/2,5                   | 32/10                                        | фототеодолиты                                           | формат кадра 80×80 мм, корригирован только для оранжево-красной области спектра, при съёмке следует применять светофильтры |
| Уран 11  | 250                     | 54                          | 1/2,5                   | н/д                                          | высокоточная аэрофотосъёмка                             | |
| Уран 12  | 500                     | 38                          | 1/2,5                   | н/д                                          | аэрофотосъёмка, космическая съёмка, оптическая проекция | ортоскопический, формат кадра 180×240 мм, термокомпенсированный                                                            |
| Уран 14  | 35                      | 63                          | 1/2,5                   | 60/30                                        |                                                         | прототип |
| Уран 16  | 750                     | 31                          | 1/3,5                   | 30/10                                        | аэрофотосъёмка                                          | ортоскопический, формат кадра 300×300 мм                                                                                   |
| Уран 24  | 500                     | 46                          | 1/3                     | н/д                                          |                                                         | формат кадра 300×300 мм |
| Уран 25  | 200                     | 34                          | 1/2,5                   | н/д                                          |                                                         | формат кадра 80×80 мм |
| Уран 27  | 100                     | 54                          | 1/2,5                   | н/д                                          |                                                         | формат кадра 80×80 мм |